# هارتموت ريك
هارتموت ريك (بالألمانية: Hartmut Reck)‏ هو ممثل ألماني، ولد في 17 نوفمبر 1932 ببرلين في ألمانيا، وتوفي في 30 يناير 2001 بنينبورغ في ألمانيا.

## وصلات خارجية
- هارتموت ريك على موقع IMDb (الإنجليزية)
- هارتموت ريك على موقع أول موفي (الإنجليزية)
- هارتموت ريك على موقع قاعدة بيانات الفيلم (الإنجليزية)
- هارتموت ريك على موقع كينوبويسك (الروسية)